# نيل فيالا
نيل فيالا (بالإنجليزية: Neil Fiala)‏ هو لاعب كرة قاعدة أمريكي، ولد في 24 أغسطس 1956 في سانت لويس في الولايات المتحدة.

## وصلات خارجية
- نيل فيالا على موقعبيزبول رفرنس.كوم (الدوري الرئيسي) (الإنجليزية)
- نيل فيالا على موقعبيزبول رفرنس.كوم (الدوري الثانوي) (الإنجليزية)